# Mika Häkkinen
Mika Pauli Häkkinen (AFI: [ˈmikɑ ˈhækːinen], ; Vantaa, 28 settembre 1968) è un ex pilota automobilistico finlandese, due volte campione del mondo di Formula 1 nel 1998 e nel 1999.
Dopo vari titoli ottenuti nelle categorie minori, debuttò nella massima serie nel 1991 al volante di una Lotus, squadra con cui corse per i primi anni. Il suo nome è legato soprattutto alla McLaren, per cui gareggiò dal 1993 al 2001, vincendo venti Gran Premi. È l'unico pilota di Formula 1, assieme a Damon Hill, ad aver ottenuto le proprie prime tre vittorie in carriera in tre Gran Premi consecutivi.
Pilota veloce e costante, tanto da aver concluso nei punti oltre la metà delle gare a cui ha partecipato, alla fine degli anni novanta divenne noto per la sua rivalità sportiva con il tedesco della Ferrari Michael Schumacher nella conquista dell'iride. Lo stesso ex ferrarista ha più volte dichiarato che Häkkinen è stato il rivale che più ha rispettato durante la sua carriera in Formula 1.
Dopo essersi ritirato dalle corse nel 2001, il finlandese partecipò occasionalmente ad alcune gare di rally a partire dal 2003, per poi gareggiare nel DTM con la Mercedes dal 2005 al 2007, conquistando tre vittorie. La sua ultima partecipazione in una gara professionistica risale alla 10 Ore di Suzuka del 2019.

## Carriera

### Kart
Mika Häkkinen si avvicinò al mondo dei motori già da piccolissimo, anni in cui conobbe e fece amicizia con un altro futuro pilota di Formula 1, il connazionale Mika Salo; a cinque anni gli fu regalato il primo kart dal futuro pilota di rally Henri Toivonen, suo connazionale.
A 10 anni vinse il primo titolo regionale, il Keimola Regional Karting Championship; si ripeté l'anno successivo. Nel 1981 Häkkinen conquistò il Finnish Karting Championship, nella categoria F-mini series, titolo conquistato anche nei 5 anni successivi, passando di categoria, prima nella FN series e poi nella FA series. Nonostante la giovanissima età, Mika ha vinto di tutto nei Kart, grazie anche al fatto di imparare a guidare una macchina all'età di 8 anni sul ghiaccio. Mika risulta ancora una leggenda per molti finlandesi in quanto mago dello scandi flick.

### Formule minori
Il 1987 fu l'anno del debutto in monoposto, in Formula Ford 1600, serie in cui il finlandese vinse il titolo al primo tentativo, risultando campione per somma dei punti fra piloti finnici, svedesi e nordici (Finnish, Swedish and Nordic Champion Summary Results).
Nel 1988 vinse 2 titoli col team Dragon: la GM Opel Lotus Series e il British GM-Vauxhall Series.
I risultati ottenuti in Formula Ford e in Formula Opel Lotus fecero approdare Häkkinen l'anno successivo in F3 ancora col team Dragon-Toyota. Al termine del campionato, vinto da Allan McNish con 72 punti, fu 7º, con 18 punti. I migliori risultati della stagione furono una pole position e un secondo posto a Brands Hatch.
Dopo un anno di apprendistato, nel 1990 Häkkinen approdò nel West Surrey Racing-Mugen Honda (Formula 3 britannica) e vinse 11 gare su 21 con 19 podi.
Vittoria del Campionato con 126 punti davanti al connazionale Mika Salo con 99 punti. Si aggiudicò (senza prendere punti per il campionato) anche una gara di Formula 3 del campionato italiano, disputata ad Imola.
A fine anno a Macao ci fu il primo duello con Michael Schumacher. I due vinsero una manche a testa, con una polemica finale nella seconda, vinta dal tedesco, per un contatto avvenuto durante un tentativo di sorpasso.
Grazie all'abilità del manager del finlandese, l'ex pilota di F1 Keke Rosberg, unita ai risultati ottenuti da Mika, Häkkinen firmò col team di Formula 1 Lotus a ventun anni, caso non comune per l'epoca, come successo anche a Michael Schumacher, anch'egli giovane promessa della Formula 3, il cui debutto avvenne alcuni mesi dopo.

### La carriera in Formula 1

#### Gli anni in Lotus
1991

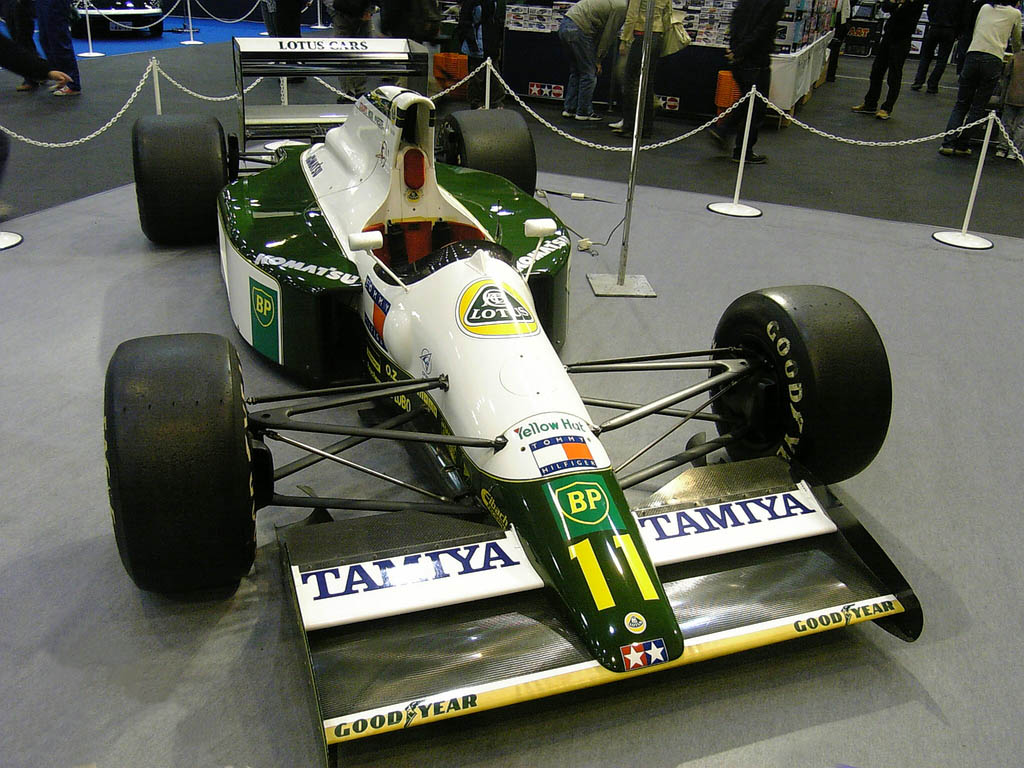
La Lotus di Häkkinen nella stagione 1991

La Lotus portò quindi Häkkinen al debutto in Formula 1 nel Gran Premio degli Stati Uniti 1991: il finlandese, pertanto "saltò" la F3000 (la "categoria cadetta" prima della F1), emulando quanto fatto anni prima da Ayrton Senna.
Il team inglese era però ormai nella propria fase discendente: la monoposto, motorizzata Judd, era assai poco performante. All'esordio, Häkkinen si qualificò 13º e in gara si ritirò al 59º giro per noie meccaniche. Nel resto della stagione 1991 Mika, pur mettendo in mostra le proprie doti di guida, riuscì a conquistare soli due punti, frutto del 5º posto nel Gran Premio di San Marino.
1992
Le cose migliorarono l'anno seguente: sebbene la crisi della Lotus fosse ormai irreversibile, il team seppe schierare una monoposto sufficientemente competitiva e i risultati non tardarono ad arrivare. Häkkinen si piazzò sei volte nella top-6 e raccolse undici punti iridati (con due quarti posti a Budapest e Magny Cours come miglior risultato), che gli valsero l'ottavo posto nella classifica del mondiale.

#### Il passaggio in McLaren
1993
Convinta dalle sue prestazioni in Lotus, la McLaren si fece avanti e propose a Häkkinen un ingaggio per il 1993. La sua effettiva partecipazione in gara era però subordinata alla decisione di Ayrton Senna: se questi avesse deciso di continuare a correre con la McLaren, Häkkinen avrebbe dovuto accontentarsi di fare il collaudatore, essendo l'altra vettura già assegnata a Michael Andretti. Il finlandese accettò, nonostante altre scuderie di minor spessore gli proponessero contratti da prima guida.
Häkkinen rimase con la McLaren fino alla fine della carriera. Iniziò il 1993 come tester, ma nelle ultime 3 gare la scuderia lo promosse a pilota titolare in sostituzione di Andretti, che aveva fatto rientro negli Stati Uniti. La MP4/8 era una monoposto prestazionalmente limitata dal propulsore Ford (non al livello del Renault montato dalla Williams), ma tecnicamente valida: Häkkinen, all'esordio con la scuderia inglese, durante le qualifiche del Gran Premio del Portogallo ad Estoril, riuscì a piazzarsi in griglia in terza posizione, davanti al compagno di team Ayrton Senna. In gara il finlandese fu costretto al ritiro per incidente.
Nelle qualifiche del successivo Gran Premio del Giappone, Häkkinen non riuscì per pochi centesimi a beffare nuovamente il brasiliano; in gara poi giunse terzo conquistando il primo podio della carriera, dietro proprio al compagno Senna e Prost. Nell'ultima gara stagionale fu invece costretto al ritiro per un problema a una ruota. Proprio in Australia nacque il soprannome di "finlandese volante": il fotografo Mark Sutton scattò un'immagine in cui la McLaren di Mika prendeva il volo sul cordolo; fu egli stesso, autografando l'immagine, a definirsi con il soprannome che poi l'accompagnò per tutta la carriera.
1994

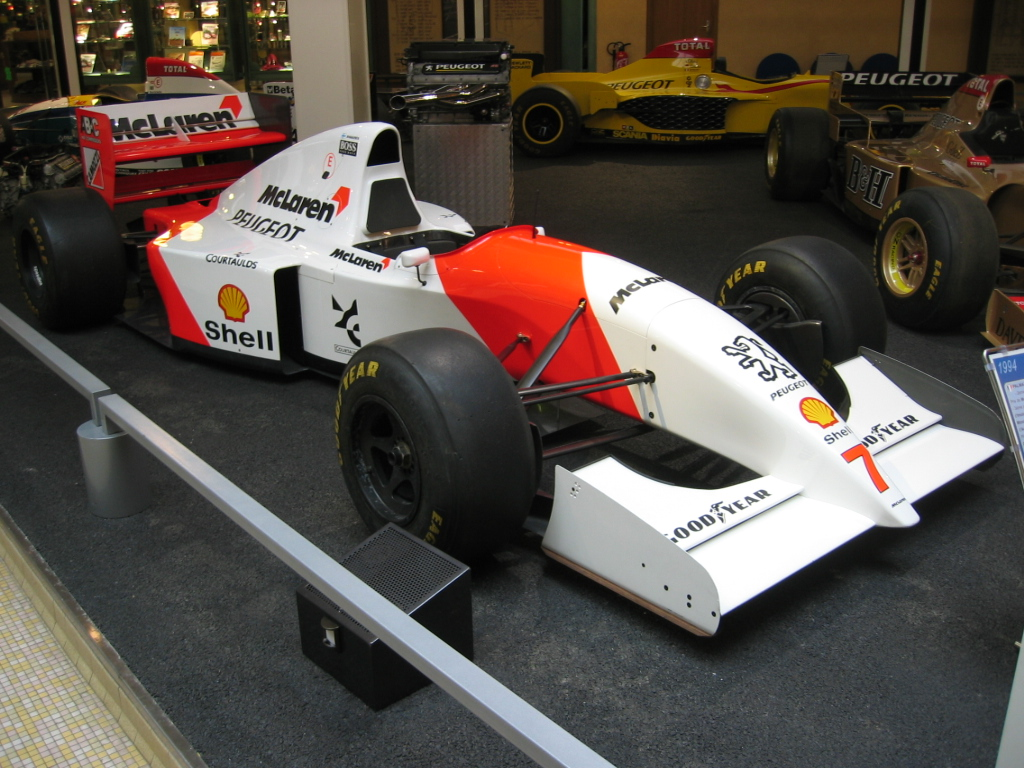
La vettura che Häkkinen utilizzò nella stagione 1994

Nella stagione 1994 venne confermato come prima guida in McLaren e conquistò 26 punti con 6 arrivi a podio (il primo a Imola nel giorno della morte di Senna) e il 4º posto finale nel campionato, nonostante un motore Peugeot spesso inaffidabile e poco potente. La migliore prestazione della stagione fu ottenuta sul circuito di Spa-Francorchamps dove il finlandese, grazie alle sue doti di guida, riuscì a sopperire alla mancanza di potenza del propulsore francese, giungendo inizialmente al 3°, ma salendo poi al secondo posto in seguito alla squalifica del vincitore Schumacher. Nel corso dell'ultima prova stagionale, nel Gran Premio d'Australia ad Adelaide, durante la gara perse il controllo della sua vettura che, dopo una serie di testacoda, urtò con il retrotreno contro le barriere di protezione senza però riportare danni.
1995
Nel 1995 avvenne nel team un cambio di motorizzazione, con il passaggio dalla Peugeot alla Mercedes, che ha fornito i motori alla scuderia inglese fino alla stagione 2014. La monoposto non gli permise però di ottenere risultati regolari, e infatti dopo un quarto posto in Brasile e un quinto posto a Imola, il finlandese visse un prosieguo di stagione molto difficile salvo poi risollevarsi nel finale grazie ai secondi posti conquistati a Monza e a Suzuka, chiudendo così 7º in classifica con 17 punti. Durante le prove del venerdì dell'ultimo appuntamento mondiale, in Australia, Häkkinen ebbe un gravissimo incidente: andò a sbattere contro le barriere dopo aver perso il controllo della vettura a causa di un'improvvisa foratura dello pneumatico posteriore sinistro (probabilmente a causa di un cordolo). Il pilota entrò in coma, rimanendovi per due giorni. Il collega austriaco Gerhard Berger, dopo esserlo andato a trovare al Royal Adelaide Hospital, riportò che Häkkinen era ferito alla lingua, aveva perso molti denti e presentava una frattura dello zigomo. I medici riportarono per la stampa che il finlandese presentava una frattura alla base del cranio. Häkkinen, risvegliatosi il 12 novembre, venne tenuto per alcuni giorni in terapia intensiva, sotto sedativi, ma si riprese in fretta e a dicembre annunciò il ritorno in Formula 1. In seguito a questo incidente riportò un problema di udito all'orecchio destro.
1996
Ripresosi perfettamente e relativamente in breve tempo, nel 1996 riuscì a migliorare il suo punteggio grazie anche ad una McLaren leggermente più competitiva rispetto all'anno precedente. Si mise in luce soprattutto a Monza con un bel sorpasso su Villeneuve nel primo giro e con la successiva rimonta dall'undicesimo al terzo posto dopo un problema all'alettone che lo costrinse a rientrare ai box già alla terza tornata. Conquistò 31 punti finali e la 5ª posizione nel mondiale, dietro al Campione del Mondo Damon Hill, il debuttante Jacques Villeneuve, Michael Schumacher e Jean Alesi. Questo fu, inoltre il primo dei sei anni della convivenza in McLaren tra lo stesso Mika e David Coulthard.
1997

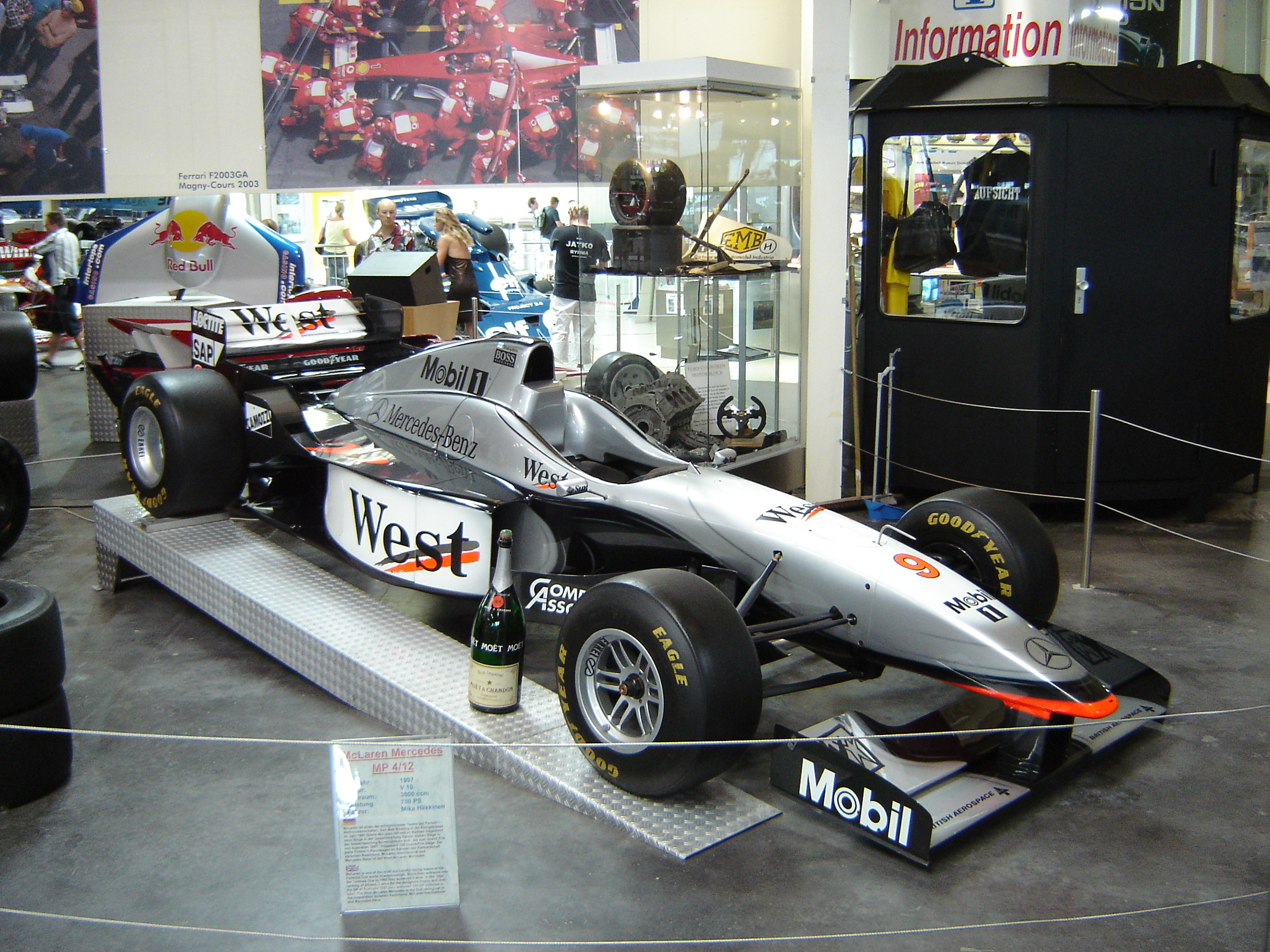
La McLaren MP4/12 guidata da Häkkinen nel 1997

Nel 1997 il finlandese riuscì ad aggiudicarsi la prima pole position della carriera al Nurburgring e la prima vittoria nell'ultima gara della stagione (a Jerez, in Spagna). Inoltre Mika, prima del trionfo nell'ultima gara, sfiorò la vittoria in più occasioni in cui fu tradito dal motore, tanto che la prima vittoria in Formula 1 sembrò quasi una maledizione. La prima sventura fu nel GP di Inghilterra a Silverstone, dove Häkkinen si trovò al comando approfittando di un problema al box Williams durante il pit stop di Villeneuve, ma il Mercedes cedette a soli 6 giri dalla fine; poi in Austria, sempre per lo stesso motivo, Mika rimase a piedi dopo neanche 6 km dopo essere passato al comando al via con una buona partenza dal 2º posto. L'episodio più significativo fu però la successiva gara al Nurburgring, in cui il finlandese in ottima forma ottenne la sua prima pole nel giorno del suo 29º compleanno e si scatenò anche in gara seminando gli avversari giro dopo giro; il suo compagno Coulthard, che era riuscito ad inizio gara a portarsi al secondo posto, si vide il motore andare in fumo nel corso del 42º giro, lo scozzese fece giusto in tempo a scendere dalla sua monoposto che nello stesso punto sopraggiunse davanti a lui a passo d'uomo Häkkinen con lo stesso problema; il finlandese aveva appena completato il giro successivo e parcheggiò quindi la monoposto pochi metri davanti a quella del suo compagno. Alla fine della stagione i ritiri per Häkkinen furono sette, ben cinque causati dal motore.
Tuttavia la fortuna girò dalla parte di Mika proprio nell'ultimo gran premio: al 47º giro il finlandese si trovava al 4º posto, subito dietro a David Coulthard ma con un grosso distacco da M. Schumacher e Villeneuve che si contendevano il mondiale; il contatto tra i due rivali causò il ritiro del tedesco ed il rallentamento della Williams favorendo così la rimonta delle McLaren. Vedendo la possibilità di una vittoria, al box McLaren chiesero a Coulthard di lasciare strada al compagno. Il pilota scozzese inizialmente non intendeva cedere la posizione, ma le pressioni ricevute via radio lo indussero a cambiare idea: al termine del gran premio Ron Dennis avrebbe spiegato a Coulthard che voleva che Häkkinen vincesse almeno una gara con una sua macchina, dato che nel 1995 ad Adelaide Mika aveva rischiato la vita al volante di una McLaren; inoltre, quell'anno lo scozzese aveva già vinto due volte, e al team sarebbe piaciuto che Häkkinen potesse ottenere un successo. Bisogna inoltre considerare che il primo posto avrebbe consentito ad Häkkinen di guadagnare due posizioni nel mondiale, mentre Coulthard era ormai matematicamente quarto. A questo punto, Mika si ritrovò proprio all'ultimo giro nella scia di Villeneuve che pensò solo ad evitare contatti tra le monoposto e non oppose nessuna resistenza potendo accontentarsi anche di un 6º posto per vincere il titolo. Il finlandese vinse così in maniera fortunosa il suo primo gran premio in Formula 1 quasi a compensare la sfortuna avuta nell'arco del campionato. Concluse la stagione con 27 punti e il 7º posto nella Classifica Piloti, il 6º dopo la squalifica di Michael Schumacher.
1998

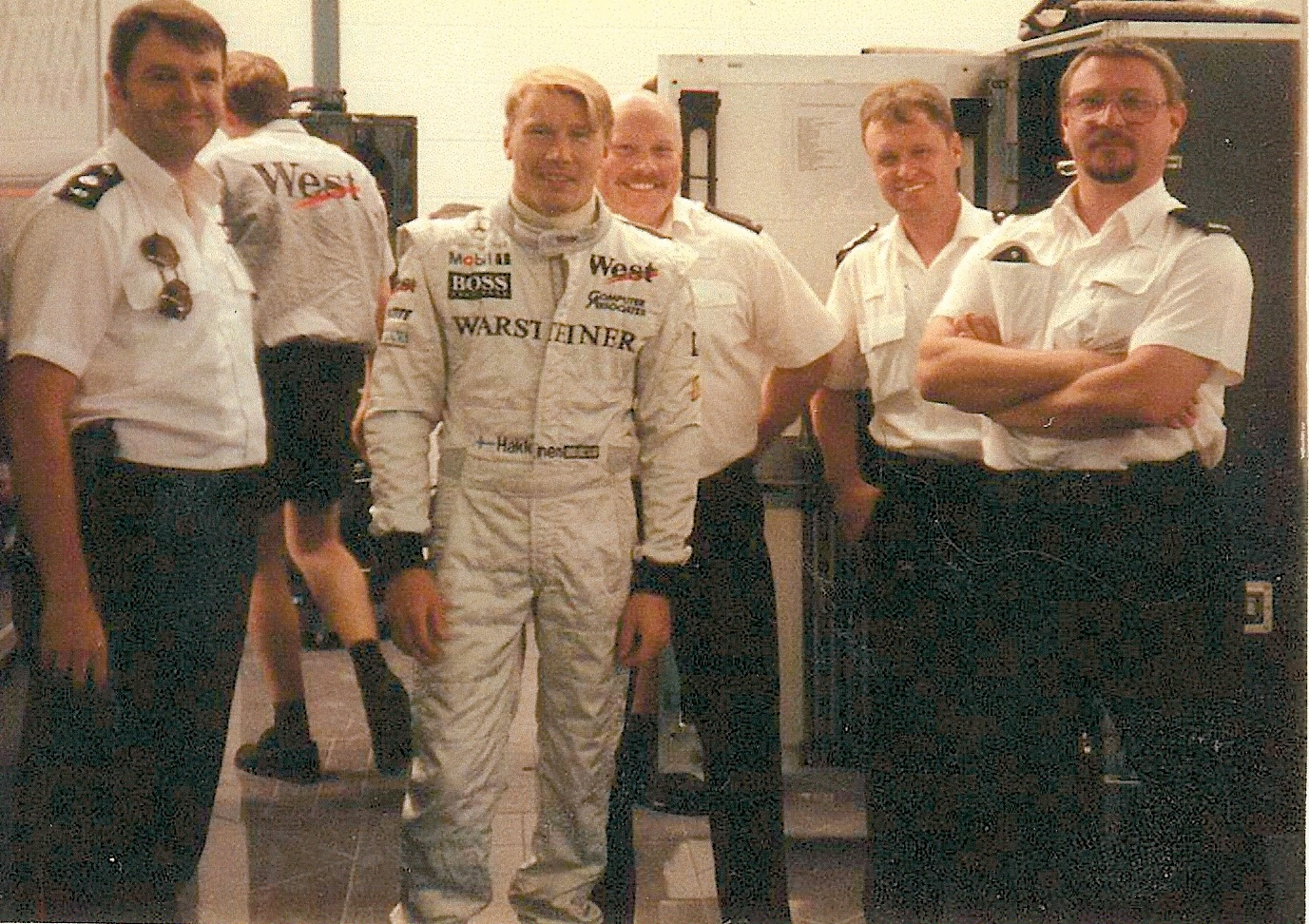
Häkkinen (al centro) al circuito di Silverstone per una sessione di test nell'agosto 1998

Nel 1998 avvenne la svolta decisiva. La MP4/13 fu la prima monoposto McLaren progettata da Adrian Newey, ingegnere aerodinamico che ebbe il merito di aver progettato le migliori monoposto nell'era del dominio Williams. Häkkinen aveva finalmente una McLaren più che competitiva, grazie anche al passaggio dal fornitore di pneumatici Goodyear ai più efficaci Bridgestone. Il finlandese riuscì con 8 vittorie e 13 piazzamenti a punti in 16 Gran Premi ad aggiudicarsi il titolo di Campione del Mondo con all'attivo 100 punti, davanti al ferrarista Michael Schumacher con 86. Inoltre si rese autore di 7 giri veloci e di ben 9 pole position stagionali. L'anno iniziò nel segno della McLaren e di Häkkinen che nelle prime 6 gare vinsero in 5 appuntamenti (4 successi per Mika ed uno per il compagno). La McLaren di inizio campionato sembrava poter dominare il mondiale, imprendibile per chiunque anche grazie al cosiddetto fiddle brake ("terzo pedale"), un dispositivo che permetteva di variare la forza frenante fra lato destro e sinistro; dopo le prime due gare in cui Häkkinen vinse davanti al compagno, (addirittura doppiando tutti gli altri in Australia), questo dispositivo fu vietato dalla FIA. Tale decisione lasciò qualche perplessità dato che la FIA stessa aveva inizialmente dato l'ok alla scuderia inglese; Ron Dennis però, decise in ogni caso di non fare ricorso. Nella terza prova in Argentina Schumacher trionfò con una grande gara davanti ad Häkkinen.

Häkkinen (a destra), appena laureatosi campione del mondo per la prima volta, premiato a Bologna dal rivale Michael Schumacher ai Caschi d'Oro della rivista Autosprint, 12 dicembre 1998

Tuttavia anche dopo l'esclusione del fiddle brake, la McLaren rimase comunque la macchina più veloce, o almeno lo fu nella maggior parte dei circuiti, anche se non così incredibilmente veloce come nei primi due gran premi. Questa monoposto però, come nel campionato precedente, non eccelse in affidabilità; Häkkinen infatti vinse facilmente in Spagna ed a Monte Carlo, ma si ritirò per problemi al cambio ad Imola ed in Canada. In Francia ottenne la pole ma al via fu superato dalle due Ferrari che rimasero davanti fino alla fine nonostante il disperato tentativo di superare Irvine all'ultima curva. A Silverstone Schumacher vinse la terza gara consecutiva riducendo così il distacco nel mondiale da -22 a -2 da Mika nella classifica piloti, complice anche l'errore del finlandese nel finale di quest'ultimo gran premio. Il finlandese tornò a vincere in Austria, dopo una bella sfida nei primi giri in cui Schumacher lo attaccò più volte, per poi compiere un fuori pista agevolando così la vittoria del pilota McLaren che trionfò anche in Germania riallungando sul ferrarista. Nelle due gare che seguirono Häkkinen raccolse solamente un punto, per problemi al cambio a Budapest e per un lieve contatto con Schumacher a Spa alla prima curva, anche se Schumacher non ne approfittò pienamente visto che vinse solo nel Gran Premio di Ungheria e si ritirò a Spa, mentre era primo, a causa di un contatto ancora oggi molto discusso con l'altro pilota McLaren, David Coulthard, durante un doppiaggio.
A Monza nel Gran Premio di Italia si impose Schumacher; Häkkinen nel finale cercò di recuperare e si avvicinò molto al tedesco, ma terminò solamente quarto a causa di un improvviso cedimento dei freni che causò un fuoripista. A questo punto della stagione i due contendenti si trovarono in testa alla classifica a quota 80 punti a sole due gare del termine. Al Nürburgring Schumacher ottenne la pole davanti al compagno Irvine, ma Häkkinen questa volta riuscì a completare la rimonta sorpassando Irvine e spingendo al massimo si ritrovò davanti anche a Schumacher dopo le rispettive soste ai box. Si arrivò a Suzuka con il titolo ancora in palio seppur Häkkinen risultava favorito dato che gli sarebbe bastato un eventuale secondo posto per essere campione del mondo. Nell'ultimo atto della stagione vinse ancora Häkkinen con uno sfortunato Schumacher che aveva fatto la pole al sabato, ma era stato costretto a partire dall'ultima posizione in griglia causa un problema occorso sulla sua Ferrari e che aveva fatto una bella rimonta in gara fino al 3º posto, prima di doversi ritirare per un problema ad una gomma dopo essere passato sui detriti di un incidente tra Takagi e Tuero. Häkkinen vinse quindi il suo primo titolo mondiale e la McLaren fu anche campione del mondo costruttori.
1999

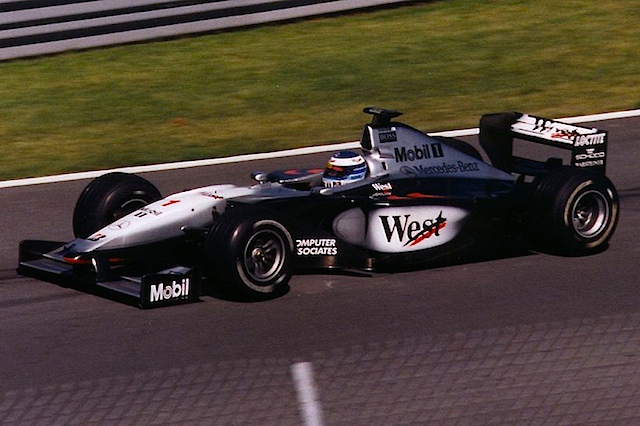
Häkkinen impegnato al Gran Premio del Canada 1999 con la sua McLaren MP4/14

La MP4/14, sempre nata dalla matita di Newey, fu anch'essa una vettura competitiva capace di lottare per la vittoria, ma la scalata verso il Titolo Mondiale fu più difficile che nel 1998, soprattutto per via degli episodi di metà stagione nei gran premi di Gran Bretagna, Austria e Germania associati all'errore del pilota a Monza.
Nonostante una Ferrari più competitiva, Schumacher finì fuori dai giochi già a metà stagione a causa del grave incidente accaduto durante il 1º giro del Gran Premio di Silverstone per un problema all'impianto fenante. Il mondiale sembrava dunque più vicino per Häkkinen, ma nonostante ciò il finlandese poté festeggiare il secondo titolo iridato consecutivo solo dopo l'ultimo Gran Premio di Suzuka nel quale riuscì a vincere terminando davanti a Michael Schumacher e all'altro ferrarista Eddie Irvine concludendo così il mondiale con 76 punti e staccando di 2 punti Eddie Irvine che concluse secondo con 74 punti. L'anno non iniziò nel migliore dei modi per Mika che si dovette ritirare nel corso del primo Gran Premio a Melbourne.

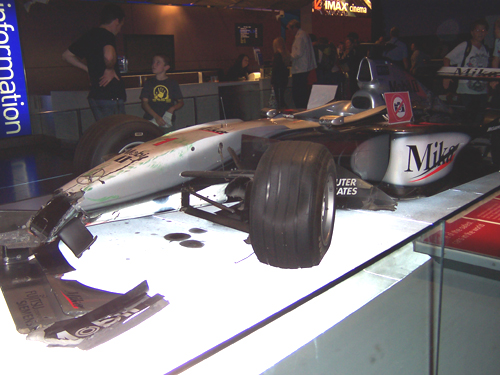
La McLaren incidentata di Häkkinen nel Gran Premio di Germania 1999

La prima vittoria della stagione, comunque non tardò ad arrivare e giunse nel secondo Gran Premio del Mondiale in Brasile, ma il finlandese nella successiva gara a Imola sbatté all'ultima chicane e si ritirò mentre era in testa. Quindi concluse terzo a Monaco, primo a Barcellona ed in Canada (dove conquistò la testa del mondiale superando Schumacher), e secondo in Francia dietro alla Jordan di Frentzen ritrovandosi così a +8 nella classifica piloti. Si ritirò a Silverstone per un problema alla ruota posteriore sinistra e finì qui anche la sfida tra lui e Michael Schumacher, che subì un grave incidente e si infortunò ad una gamba venendo così sostituito per sei gare da Mika Salo. Häkkinen poi arrivò terzo in Austria dopo aver subito un tamponamento dal compagno Coulthard al primo giro ed aver rimontato dalle ultime posizioni. Fu protagonista di un pauroso incidente ad Hockenheim causato dall'esplosione di uno pneumatico ad oltre 300 km/h e perse la testa del mondiale a favore di Irvine. La sua vettura incidentata è esposta allo Science Museum di Londra nella sezione mezzi di trasporto come vettura più sicura al mondo. Nelle successive due gare Mika riuscì a tornare al comando della classifica per un solo punto classificandosi primo a Budapest e secondo a Spa dietro a Coulthard.

Häkkinen (a sinistra) e il connazionale Salo nel fine settimana del Gran Premio d'Italia 1999

Colpisce il pianto del finlandese dopo l'errore che gli costò la vittoria nel Gran Premio d'Italia a Monza, dove fece un grave errore inserendo la prima marcia in un momento in cui stava spingendo al massimo e causando l'uscita di pista che gli pregiudicò la vittoria di una gara che fino ad allora stava dominando, mentre Irvine giunse sesto e lo raggiunse in testa al mondiale a quota 60 punti a tre gare dal termine. Al Nürburgring il meteo variabile rese la corsa imprevedibile, Häkkinen inizialmente sbagliò completamente strategia di gara ma riuscì a salvare la corsa con una rimonta e concluse quinto sorpassando proprio Irvine a 5 giri dalla fine; arrivò poi terzo in Malesia, dove fece i conti con Michael Schumacher (appena rientrato dall'infortunio) che lo rallentò per buona parte della gara permettendo così ad Irvine di vincere in scioltezza. Si arrivò dunque a Suzuka con Häkkinen in svantaggio di quattro punti, ma con una splendida prova il pilota McLaren vinse sia la gara che il suo secondo titolo Mondiale, arrivando tra l'altro quasi a doppiare il rivale Irvine. Il testacoda di Coulthard, a 19 giri dalla fine, costò però alla McLaren il mondiale costruttori che andò quindi alla Ferrari.
2000
Meno fortunata fu la stagione 2000, durante la quale comunque Häkkinen lottò per il titolo fino alla fine, pur dovendolo cedere al rivale Michael Schumacher; il finlandese conquistò 4 vittorie e 89 punti totali. Restò negli annali della storia della Formula 1 il sorpasso inflitto al tedesco durante il Gran Premio del Belgio mentre si stava effettuando il doppiaggio di Zonta (Schumacher allungò la frenata per doppiare Zonta all'esterno, il finlandese sorpassò entrambi all'interno), giudicato da gran parte degli esperti come uno dei più bei sorpassi della storia della Formula 1. L'inizio di stagione per Mika fu molto difficile: si cominciò con un doppio ritiro nelle prime due gare per problemi meccanici in Australia ed in Brasile; la prima vittoria sembrò poter arrivare nella terza prova ad Imola, dove Häkkinen condusse per circa 2/3 di gara, ma Schumacher riuscì ad avere la meglio dopo il secondo pit stop fermandosi quattro tornate più tardi del finlandese; una brutta partenza costrinse Mika ad una rimonta a Silverstone e nonostante i giri veloci dovette accontentarsi del secondo posto dietro a Coulthard.

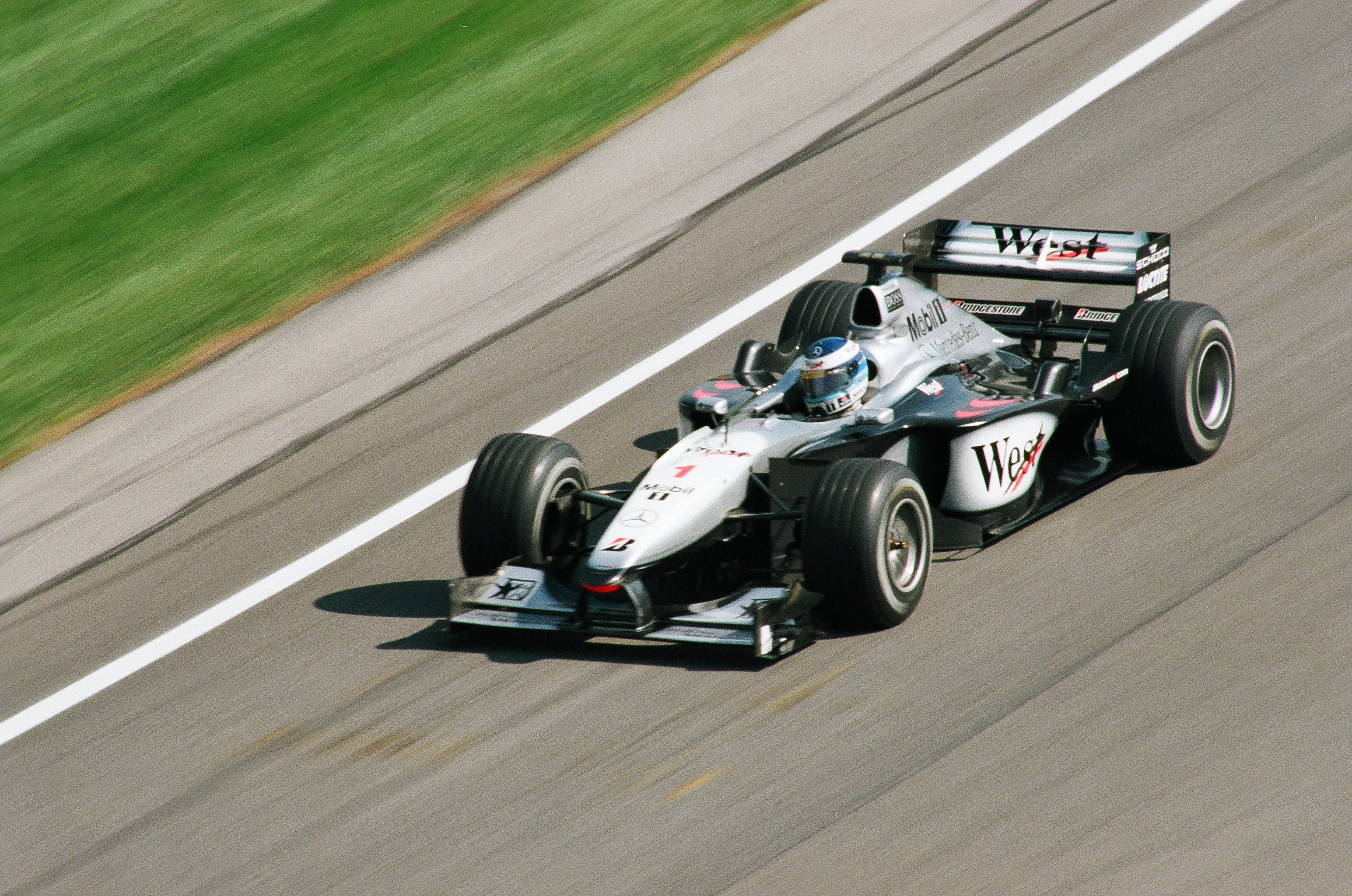
Häkkinen su McLaren MP4/15 nello sfortunato Gran Premio degli Stati Uniti d'America 2000

Nella quinta gara in Spagna riuscì invece a vincere sfruttando un pasticcio dei meccanici Ferrari nel secondo pit stop di Schumacher che era in testa; al Nürburgring però, furono i suoi meccanici a tardare durante la sosta ed Häkkinen giunse per la terza volta in stagione al secondo posto non riuscendo a ridurre lo svantaggio da Schumacher. Un altro problema ai box lo penalizzò fortemente a Monte Carlo facendolo scivolare fino al sesto posto, apparve poi in difficoltà nel gran premio del Canada dove giunse solo quarto ed arrivò ancora secondo in Francia dietro al compagno di squadra. La stagione di Mika decollò dal gran premio d'Austria, in cui dominò e vinse la corsa; nella gara successiva in Germania giunse secondo dietro ad uno scatenato Barrichello (autore di una rimonta pazzesca) riducendo così tutto il distacco accumulato nella parte iniziale della stagione dal leader Michael Schumacher e dal compagno David Coulthard.
Dominando anche il Gran Premio di Ungheria, il finlandese si portò in testa alla classifica piloti; a Spa riuscì con un sorpasso spettacolare a sopravvanzare Schumacher a soli 4 giri dal termine ed a vincere il gran premio portandosi quindi a +6 nel mondiale; il tedesco però fu imprendibile a Monza e vinse davanti a Mika riaccorciando le distanze. Nella corsa per il titolo fu decisiva la gara di Indianapolis, dove Häkkinen si ritirò per un cedimento del motore quando era al secondo posto, all'inseguimento di Schumacher che poi vinse la corsa; a due gare dal termine il tedesco della Ferrari si ritrovò quindi nettamente favorito, dato che con 8 punti di vantaggio gli bastavano due secondi posti per essere campione del mondo. In ogni caso Schumacher non fece sconti andando a vincere la successiva gara di Suzuka proprio davanti ad Häkkinen e, con una gara di anticipo, riportò il titolo mondiale a Maranello dopo 21 anni: in Giappone i due contendenti si diedero grande battaglia sia in qualifica (con il tedesco che ottenne la pole per soli 9 millesimi) sia in gara tenendo ritmi insostenibili per chiunque, compresi i rispettivi compagni di squadra che tagliarono il traguardo con oltre un minuto di distacco. Häkkinen chiuse dunque il mondiale in seconda posizione.
2001

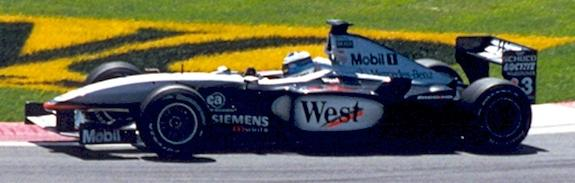
Häkkinen durante il Gran Premio del Canada 2001

Nel 2001, alla fine di una stagione abbastanza deludente (solo 37 punti, 2 vittorie e tanti ritiri, tra cui quello nel Gran Premio di Spagna quando, in testa sino all'ultimo giro, dovette abbandonare la corsa per guai alla frizione) il finlandese diede l'addio alla Formula 1. In un'intervista di molti anni dopo Häkkinen dichiarò che dopo i due mondiali vinti e dopo la nascita del figlio Hugo a fine 2000, le motivazioni cominciarono a calare; viste le numerose difficoltà incontrate decise quindi di terminare la sua carriera ritirandosi dal mondo delle corse. Inizialmente Mika dichiarò di volersi prendere soltanto un anno sabbatico per stare più vicino alla sua famiglia, ma il ritiro fu definitivo esclusa qualche presenza nel campionato DTM. Tuttavia anche in una stagione negativa come questa Häkkinen riuscì a togliersi qualche soddisfazione grazie ai trionfi a Silverstone, nel Gran Premio di casa delle McLaren, e negli Stati Uniti ad Indianapolis, dove Häkkinen ottenne la sua ultima vittoria in Formula 1.
Nell'ultima gara della sua carriera a Suzuka Häkkinen terminò quarto dopo aver ceduto il gradino più basso del podio al compagno David Coulthard. A fine novembre 2006 il trentottenne Mika Häkkinen, dopo cinque anni di assenza, è tornato alla guida di una monoposto McLaren Mercedes in un test effettuato sul circuito di Barcellona il 30 novembre, in cui però pesò la prolungata inattività e i tempi furono molto lontani da quelli Lewis Hamilton, allora debuttante in Formula 1. Nel suo palmarès finale figurano 161 gran premi disputati, con 20 vittorie, 26 pole position, 24 giri più veloci in gara e 420 punti conquistati; 83 arrivi a punti e 39 partenze in prima fila. Häkkinen è passato alla storia per essere stato l'unico pilota in grado di mettere veramente in difficoltà Michael Schumacher nel periodo in cui il campione tedesco sbaragliava la concorrenza, distinguendosi tra l'altro per correttezza e sportività.

### Il ritorno alle corse nel DTM

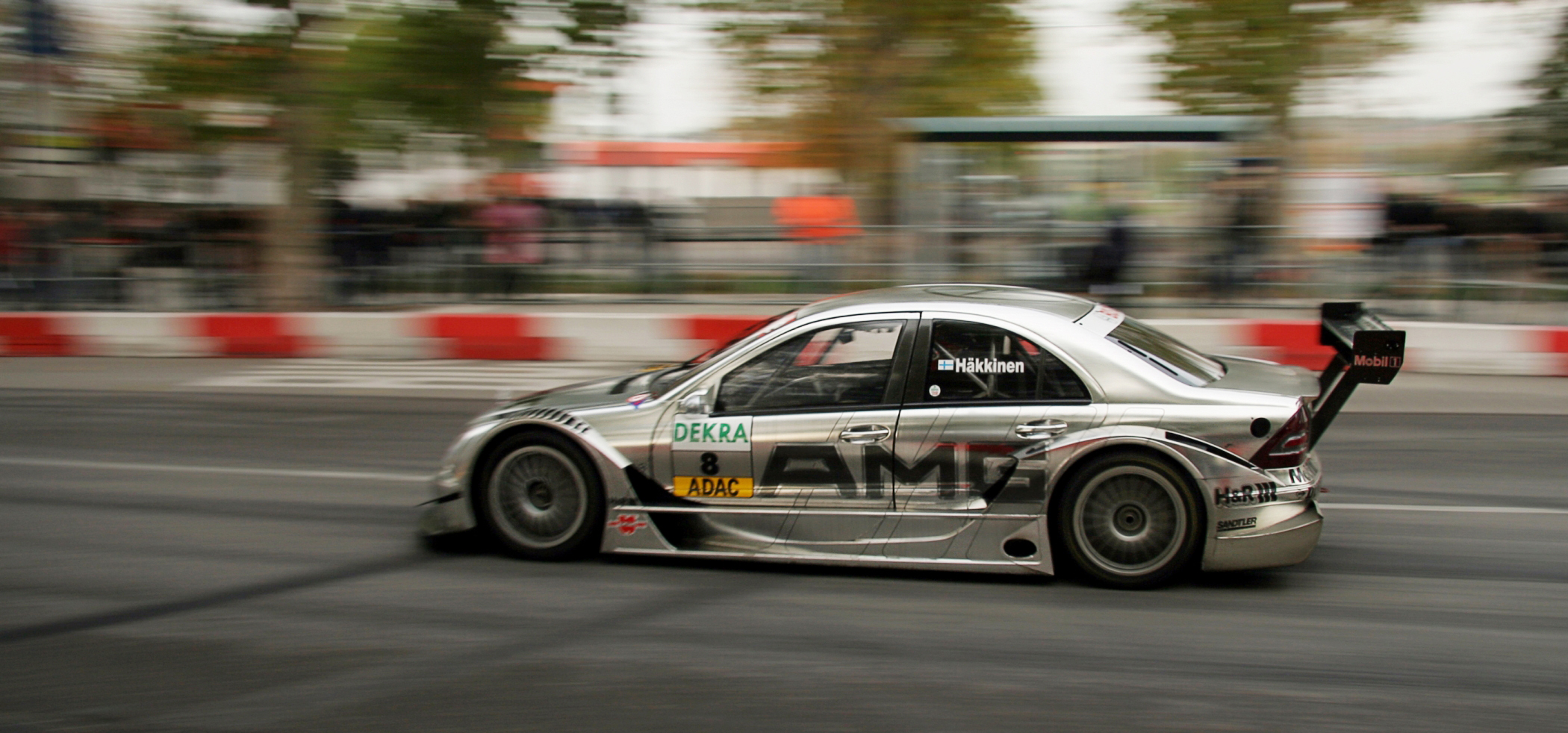
Häkkinen alla guida di una Mercedes-Benz DTM da corsa allo Stars and Cars a Stoccarda, Germania

Nel 2004 il pilota finlandese si interessò nuovamente al mondo delle corse e ricevette anche contatti da parte di Williams e BAR per un eventuale ritorno in Formula 1. Scelse, invece, di debuttare nel DTM, in quanto ritenuto da lui più tranquillo e meno impegnativo in termini di spostamenti. Messo sotto contratto dalla Mercedes, colse già alla terza gara la prima vittoria sul circuito di Spa-Francorchamps, sotto la pioggia e contribuì nella stessa stagione alla vittoria del compagno di squadra Gary Paffett nel campionato. Restò competitivo anche per il 2006, ma la sfortuna non gli permise di vincere gare, dopo aver conquistato alcune pole position. Nel corso della stagione 2007 ottenne due vittorie nella medesima categoria, nelle gare del Lausitzring e del Mugello, rimontando dalla 15ª posizione.

### Dopo le competizioni
Mika Häkkinen ha ufficializzato il suo ritiro definitivo dalle corse durante l'al Stars & Cars Tag 2007, festa organizzata dalla Mercedes dove il pilota finlandese era presente. Ha dichiarato inoltre di voler continuare a lavorare per la casa tedesca, anche se non sa ancora quale compito svolgere. A sostituire il finlandese per la Mercedes nella stagione 2008 del campionato DTM è l'ex-pilota di F1 Ralf Schumacher.
Il 12 ottobre 2013 a Zhuhai, Häkkinen ha vinto una gara nel GT Asia Series con la Mercedes SLS GT3 in coppia con il diciassettenne Matt Salomon.
Il 16 marzo 2017, dopo 12 anni sotto il marchio Mercedes, Häkkinen ritorna come ambasciatore in McLaren.
Il 25 agosto 2019, Häkkinen ha gareggiato nella 10 Ore di Suzuka, quarto round dell'Intercontinental GT Challenge, alla guida di una McLaren 720S GT3 del team Planex SmaCam Racing insieme al due volte campione della Super Formula Hiroaki Ishiura e al pilota di Formula 3 giapponese Katsuaki Kubota.

## Risultati completi in Formula 1
| 1991 | Scuderia | Vettura |     |   |   |     |     |   |    |    |     |    |     |    |    |     |     |    |  | Punti | Pos. |
| ---- | -------- | ------- | --- | - | - | --- | --- | - | -- | -- | --- | -- | --- | -- | -- | --- | --- | -- |  | ----- | ---- |
| 1991 | Lotus    | 102B    | Rit | 9 | 5 | Rit | Rit | 9 | NQ | 12 | Rit | 14 | Rit | 14 | 14 | Rit | Rit | 19 |  | 2     | 17º  |

| 1992 | Scuderia | Vettura |   |   |    |     |    |     |     |   |   |     |   |   |     |   |     |   |  | Punti | Pos. |
| ---- | -------- | ------- | - | - | -- | --- | -- | --- | --- | - | - | --- | - | - | --- | - | --- | - |  | ----- | ---- |
| 1992 | Lotus    | 107     | 9 | 6 | 10 | Rit | NQ | Rit | Rit | 4 | 6 | Rit | 4 | 6 | Rit | 5 | Rit | 7 |  | 11    | 8º   |

| 1993 | Scuderia | Vettura |  |  |  |  |  |  |  |  |  |  |  |  |  |     |   |     |  | Punti | Pos. |
| ---- | -------- | ------- |  |  |  |  |  |  |  |  |  |  |  |  |  | --- | - | --- |  | ----- | ---- |
| 1993 | McLaren  | MP4/8   |  |  |  |  |  |  |  |  |  |  |  |  |  | Rit | 3 | Rit |  | 4     | 16º  |

| 1994 | Scuderia | Vettura |     |     |   |     |     |     |     |   |     |    |   |   |   |   |   |    |  | Punti | Pos. |
| ---- | -------- | ------- | --- | --- | - | --- | --- | --- | --- | - | --- | -- | - | - | - | - | - | -- |  | ----- | ---- |
| 1994 | McLaren  | MP4/9   | Rit | Rit | 3 | Rit | Rit | Rit | Rit | 3 | Rit | ES | 2 | 3 | 3 | 3 | 7 | 12 |  | 26    | 4º   |

| 1995 | Scuderia | Vettura |   |     |   |     |     |     |   |     |     |     |     |   |     |   |  |   |    | Punti | Pos. |
| ---- | -------- | ------- | - | --- | - | --- | --- | --- | - | --- | --- | --- | --- | - | --- | - |  | - | -- | ----- | ---- |
| 1995 | McLaren  | MP4/10B | 4 | Rit | 5 | Rit | Rit | Rit | 7 | Rit | Rit | Rit | Rit | 2 | Rit | 8 |  | 2 | NP | 17    | 7º   |

| 1996 | Scuderia | Vettura |   |   |     |   |   |   |   |   |   |   |     |   |   |   |     |   |  | Punti | Pos. |
| ---- | -------- | ------- | - | - | --- | - | - | - | - | - | - | - | --- | - | - | - | --- | - |  | ----- | ---- |
| 1996 | McLaren  | MP4/11  | 5 | 4 | Rit | 8 | 8 | 6 | 5 | 5 | 5 | 3 | Rit | 4 | 3 | 3 | Rit | 3 |  | 31    | 5º   |

| 1997 | Scuderia | Vettura |   |   |   |   |     |   |     |     |     |   |     |    |   |     |     |   |   | Punti | Pos. |
| ---- | -------- | ------- | - | - | - | - | --- | - | --- | --- | --- | - | --- | -- | - | --- | --- | - | - | ----- | ---- |
| 1997 | McLaren  | MP4/12  | 3 | 4 | 5 | 6 | Rit | 7 | Rit | Rit | Rit | 3 | Rit | SQ | 9 | Rit | Rit | 4 | 1 | 36    | 6º   |

| 1998 | Scuderia | Vettura |   |   |   |     |   |   |     |   |   |   |   |   |     |   |   |   |  | Punti | Pos. |
| ---- | -------- | ------- | - | - | - | --- | - | - | --- | - | - | - | - | - | --- | - | - | - |  | ----- | ---- |
| 1998 | McLaren  | MP4/13  | 1 | 1 | 2 | Rit | 1 | 1 | Rit | 3 | 2 | 1 | 1 | 6 | Rit | 4 | 1 | 1 |  | 100   | 1º   |

| 1999 | Scuderia | Vettura |     |   |     |   |   |   |   |     |   |     |   |   |     |   |   |   |  | Punti | Pos. |
| ---- | -------- | ------- | --- | - | --- | - | - | - | - | --- | - | --- | - | - | --- | - | - | - |  | ----- | ---- |
| 1999 | McLaren  | MP4/14  | Rit | 1 | Rit | 3 | 1 | 1 | 2 | Rit | 3 | Rit | 1 | 2 | Rit | 5 | 3 | 1 |  | 76    | 1º   |

| 2000 | Scuderia | Vettura |     |     |   |   |   |   |   |   |   |   |   |   |   |   |     |   |   | Punti | Pos. |
| ---- | -------- | ------- | --- | --- | - | - | - | - | - | - | - | - | - | - | - | - | --- | - | - | ----- | ---- |
| 2000 | McLaren  | MP4/15  | Rit | Rit | 2 | 2 | 1 | 2 | 6 | 4 | 2 | 1 | 2 | 1 | 1 | 2 | Rit | 2 | 4 | 89    | 2º   |

| 2001 | Scuderia | Vettura |     |   |     |   |   |     |     |   |   |    |   |     |   |   |     |   |   | Punti | Pos. |
| ---- | -------- | ------- | --- | - | --- | - | - | --- | --- | - | - | -- | - | --- | - | - | --- | - | - | ----- | ---- |
| 2001 | McLaren  | MP4-16  | Rit | 6 | Rit | 4 | 9 | Rit | Rit | 3 | 6 | NP | 1 | Rit | 5 | 4 | Rit | 1 | 4 | 37    | 5º   |

| Legenda | 1º posto     | 2º posto | 3º posto    | A punti         | Senza punti/Non class.  | Grassetto – Pole position Corsivo – Giro più veloce |
| Legenda | Squalificato | Ritirato | Non partito | Non qualificato | Solo prove/Terzo pilota | Grassetto – Pole position Corsivo – Giro più veloce |

## Vita privata
Dal 1998 al 2008 Mika è stato sposato con Erja Honkanen, dalla quale ha avuto due figli: Hugo Ronan, nato l'11 dicembre 2000, e Aina Julia, nata il 12 maggio 2005. Il suo primogenito Hugo attualmente guida i Kart ed ha partecipato nel 2011 al CSAI Karting in Italia. Dopo il divorzio, Häkkinen convive con Markéta Kromotová, un'ex spogliarellista ceca. L'ex pilota risiede a Monte Carlo dal 1991, ma possiede abitazioni anche in Finlandia e in Francia. Proprio in quest'ultima il 16 maggio 2008 si è sviluppato un incendio che ha costretto Häkkinen al ritiro dalla Mille Miglia Storica. Nella casa si trovavano la fidanzata e un'altra donna, rimaste illese.

## Riconoscimenti
- Sportivo finlandese dell'anno nel 1998
- Inserito nella FIA Hall of Fame di Parigi nel 2017.